# Lim Hee-nam
 (août 2011).
Si vous disposez d'ouvrages ou d'articles de référence ou si vous connaissez des sites web de qualité traitant du thème abordé ici, merci de compléter l'article en donnant les références utiles à sa vérifiabilité et en les liant à la section « Notes et références ».
Dans ce nom, le nom de famille précède le nom personnel.
Lim Hee-nam (en coréen 임희남, né le 29 mai 1984) est un athlète sud-coréen, spécialiste du relais.

## Carrière
Il a participé aux 16es Championnats d'Asie à Incheon en 2005.
Son record sur 100 m est de 10 s 42, mais il fait partie de l'équipe de relais sud-coréenne qui a battu à deux reprises le record précédent (qui datait de 1988, l'année des Jeux de Séoul) pour le porter d'abord à 39 s 04 à Jiaxing en 2011, qualifiant son équipe pour les Championnats du monde à Daegu. 
Il permet ensuite à l'équipe sud-coréenne de battre son récent record national sur relais 4 × 100, en demi-finale des Championnats du monde d'athlétisme 2011, en descendant pour la première fois sous les 39 s. Le temps est de 38 s 94, ce qui leur permet d'être cinquièmes avec l'équipe de relais suivante : Yeo Ho-suah, Cho Kyu-won, Kim Kuk-young, et Lim Hee-nam qui franchit la ligne d'arrivée. Cependant, cette performance est annulée par l'IAAF le 31 janvier 2012 en raison d'un contrôle positif de Lim Hee-nam à la méthylhexanamine ; de plus, Lim écope d'une suspension jusqu'au 10 avril 2012